# ملولة (الرجاونة)
ملولة هو دُوَّار يقع بجماعة سيدي بوصبر، إقليم وزان، جهة طنجة تطوان الحسيمة في المملكة المغربية. ينتمي الدوّار لمشيخة الرجاونة التي تضم 9 دواوير. يقدر عدد سكانه بـ 395 نسمة حسب الإحصاء الرسمي للسكان والسكنى لسنة 2004.

## روابط خارجية
- البوابة الوطنية للجماعات الترابية
- المندوبية السامية للتخطيط